# Cochlostoma elegans
Espèce
Répartition géographique
Synonymes
- voir paragraphe #Synonymes

Cochlostoma elegans est une espèce de mollusques gastéropodes terrestres, de la famille des Cochlostomatidae. Elle est trouvée en Croatie (en incluant l'île de Pag).

## Historique
L'espèce Cochlostoma elegans est décrite en 1879 par Stefan Clessin. 

## Synonymes
- Cochlostoma (Turritus) elegans (Clessin, 1879)
- Cochlostoma (Turritus) elegans elegans (Clessin, 1879)
- Pomatias (Eupomatias) elegans (Clessin, 1879)

### Sous-espèce
- Cochlostoma elegans imoschiense (A. J. Wagner, 1906)
- Cochlostoma elegans irregulare (A. J. Wagner, 1897)
- Cochlostoma elegans oostoma (Westerlund, 1883)
- Cochlostoma elegans simile (A. J. Wagner, 1897)
- Cochlostoma elegans spectabile (A. J. Wagner, 1897)
- Cochlostoma elegans tumidum (A. J. Wagner, 1897)